# Рефугијум
Рефугијум представља простор на коме су се организми и биоценозе успели склонити и одржати у време за њих неповољних периода Земљине историје (издизање нивоа мора, ледена доба и сл.). Код нас се за рефугијум често користи и назив прибежиште. Рефугијуми су често области са благом климом. У Европи су, на пример, у време ледених доба као рефугијуми врстама служила јужноевропска полуострва, а у Северној Америци Калифорнија. Рефугијуми на територији Србије (и шире, Балкана) су углавном клисуре и кањони са правцем протезања запад-исток. Рефугијуми имају велики значај у очувању биолошке разноврсности, јер представљају станишта многих ендемских врста. Данас су многи рефугијуми, попут кањона и речних клисура угрожени, јер се на њих врши велики антропогени притисак. Кањони се преграђују бранама, стварају се вештачка језера у циљу производње електричне енергије те се на тај начин уништавају станишта многих врста.